# Angelina Grün
Angelina Grün, född 2 december 1979 i Dusjanbe, Sovjetunionen (numera Tadzjikistan) är en tidigare tysk beachvolley- och volleybollspelare (spiker).
Grün började spela volleyboll med VC Essen-Borbeck 1990. Hon debuterade i juniorlandslaget 1994. Hon gick 1996 över till Bundesliga-laget USC Münster, med vilka hon direkt första säsongen blev tysk mästare. Hon debuterade i seniorlandslaget 1997, där hon snabbt etablerade sig. Hennes första internationella mästerskap var VM 1998. Efter fyra andraplater i rad med USC Münster gick hon efter EM 2001 över till italienska klubben Volley Modena. Med det laget vann hon både Coppa Italia och CEV Cup (numera kallad CEV Challenge Cup) 2001/2002. Vid  EM 2003 kom hon trea med Tyskland. Efter mästerskapet gick hon över till Volley Bergamo. Med den nya klubben vann hon åter CEV Cup (2003/2004). Hon blev även italiensk mästare två gånger (2003/2004 och 2005/2006), italiensk cupmästare två gånger ( 2005/2006 och 2007/2008) och vann CEV Champions League två gånger (2004/2005 och 2006/2007). Vid den senare tävlingen blev hon dessutom personligen utsett till mest värdefulla spelare. Hennes nästa klubb blev Vakıfbank SK, med vilka hon spelade säsongen 2008/2009. Laget vann grundserien i Sultanlar Ligi, men blev utslaget i kvartsfinalen i det turkiska mästerskapet.
Efter säsongen övergick Grün till att spela beachvolleyboll. Hon bildade ett par tillsammans med Rieke Brink-Abeler. De kom fyra vid tyska mästerskapen i beachvolley 2010. De deltog även vid VM 2011, men åkte ur direkt i gruppspelsfasen. Hon återvände hösten 2011 till inomhusvolleyboll och spel med Alemannia Aachen på klubbnivå samt tyska landslaget. Med landslaget tog hon silver vid EM 2011. I december 2011 gick hon över till ZHVK Dinamo Moskva, med vilka hon vann ryska cupen. Till säsongen 2012/2013 gick hon över till Rabita Baku, med vilka hon blev azerbaijansk mästare.
Under sin karriär blev Grün vald till Volleyballerin des Jahres nio gånger i rad åren 2000-2008, vilket är rekord. Hon är gift med Stefan Hübner, även han flerfaldig Volleyballer des Jahres, sedan 2012 och de har två barn.